# Bohemian Rhapsody
Bohemian Rhapsody este o melodie scrisă de Freddie Mercury și înregistrată în original de formația Queen în cadrul albumului A Night at the Opera, apărut în 1975. Melodia a apărut și separat ca single.

## Prezentare generală
Bohemian Rhapsody o melodie de o mare complexitate, având o clară structură a unei mini-opere. Melodia recurge la mai multe ritmuri și multe stiluri muzicale în decursul desfășurării sale de circa șase minute. Printre acestea se pot menționa partea a capella, balada, solo-ul de chitară, elemente de operă, partea de hard rock, pentru ca în final melodia să se încheie violent în stil heavy metal cu reluarea extrem de scurtă a tuturor motivelor muzicale anterioare.

## Percepția publicului
Primită inițial cu oareceva reținere, manifesto-ul muzical a lui Freddie Mercury de tip operatic a câștigat rapid popularitatea universală a publicului și a criticii muzicale.
Bohemian Rhapsody este una din melodiile formației Queen de mare succes, care este constant reluată de către stațiile de radio din întreaga lume. La doar doi ani de la lansare a fost declarată „Cel mai bun single al ultimilor 25 de ani”. De multe ori se spune despre Bohemian Rapsody că ar cuprinde cel puțin trei melodii distincte, întrerupte și apoi reluate, împletite într-un ansamblu armonios.